# Бортник, Януарий Демьянович
Януарий Демьянович Бортник (укр. Януарій Дем’янович Бортник; 3 мая 1897, с. Озёрная, ныне Тернопольская область, Украина — 16 января 1938, Киев) — украинский советский театральный режиссёр.

## Биография
Родился в крестьянской семье. В юность вместе с семьей переехал в Тернополь, где учился в украинской гимназии. Увлекался музыкой и театром, посещал спектакли общества «Русская беседа», которым руководил Иосиф Стадник. Когда во время Первой мировой войны Лесь Курбас создал в городе «Тернопольские театральные вечера», Бортник бросил гимназию и поступил на сцену. Играл в пьесах Карпенко-Карого и Квитки-Основьяненко.
В революционные годы вместе с Курбасом перебрался в Киев. В 1921 возглавил белоцерковскую театральную студию «Кийдрамте», которая вошла в 1922 в творческое объединение «Березиль». Учился и работал в режиссёрской лаборатории «Березиля» (1923—1928). В 1926 вместе с театром переехал в Харьков. Спектакли Бортника в «Березиле» показали, что он сформировался как зрелый самостоятельный мастер. В 1927 под эгидой «Березиля» в Харькове был создан театр малых форм «Весёлый пролетарий», который возглавил Бортник (1927—1930).
Впоследствии режиссёр возглавлял Харьковский театр музыкальной комедии (1930—1934), Днепропетровский театр имени Шевченко (1934—1936), Харьковский театр революции (1936—1937). По обвинению в национализме в 1937 Был арестован и вскоре расстрелян. Реабилитирован в 1960.

## Семья
- Жена — Бабиивна, Анна Ильинична (1897—1979) — актриса театра «Березиль».

## Постановки

### В театре «Березиль»
- 1926 — «Шпана» Ярошенко
- 1926 — «Яблоневый плен» Днепровского
- 1928 — «Заговор Фиеско в Генуе» Шиллера

### В других театрах
- 1928 — «Ярмарка» Остапа Вишни (театр «Весёлый пролетарий»)
- 1936 — «Соло на флейте» Микитенко (Харьковский театр революции)